# Максимиан
Марк Авре́лий Вале́рий Максимиа́н Герку́лий (лат. Marcus Aurelius Valerius Maximianus Herculius), более известный в римской историографии как Максимиа́н Герку́лий, — римский император в 285—305 годах (в 306—308 и 310 годах — узурпатор).
Максимиан происходил из Паннонии. В 285 году он был объявлен цезарем своим товарищем Диоклетианом, а в 286 году получил титул августа и полномочия соправителя. В то же время Максимиан получил прозвище Геркулий, в честь мифического героя Геркулеса. Он правил западной частью Римской империи из своей столицы в Медиолане (совр. Милан). В 285—286 годах император подавил народное восстание багаудов в Галлии; в 286—293 годах с переменным успехом воевал с прирейнскими племенами; в 297—298 годах — с африканским народом мавров. С 303 года Максимиан проводил политику преследования христиан. В 305 году вместе с Диоклетианом отказался от престола, однако после восстания своего сына Максенция в 307 году вмешался в борьбу за престол. В 310 году он сделал попытку захватить Южную Галлию, но был разбит войсками Константина I и покончил жизнь самоубийством в Массалии (совр. Марсель).
Максимиан носил следующие победные титулы: «Британский Величайший» — с 285—288 годов; «Германский Величайший», «Германский Величайший» (второй раз) — с 285 года; «Персидский Величайший» — с 288 года; «Сарматский Величайший» — с 289 года; «Германский Величайший» (третий раз) и «Германский Величайший» (четвёртый раз) — с 286—293 годов; «Сарматский Величайший» (второй раз) — с 291 года; «Германский Величайший» (пятый раз) — с 294 года; «Сарматский Величайший» (третий раз) — с 295 года; «Британский Величайший» (второй раз) — с 296 года; «Армянский Величайший», «Мидийский Величайший», «Адиабенский Величайший», «Карпийский Величайший», «Персидский Величайший» (второй раз), «Германский Величайший» (шестой раз) — с 297 года; «Сарматский Величайший» (четвёртый раз) — с 299 года; «Германский Величайший» (седьмой раз) — с 302 года.

## Жизнь до прихода к власти

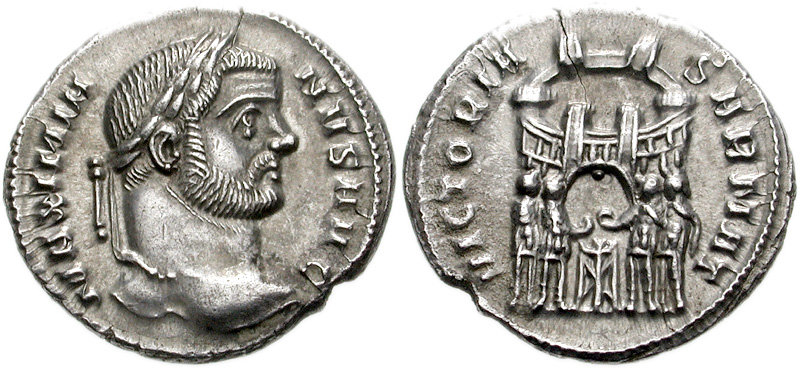
Аргентиус с портретом Максимиана

Максимиан родился около 250 года в окрестностях паннонского города Сирмия (совр. Сремска-Митровица, Сербия) в семье иллирийских лавочников. Кроме того, античные источники содержат расплывчатые намёки на Иллирию как на родину Максимиана. В «X латинском панегирике» восхваляются паннонские добродетели и доблесть Максимиана, а также упоминается его суровое воспитание на дунайской границе, где постоянно велись локальные войны. По свидетельству Аврелия Виктора, будущий император практически не получил никакого образования.
Максимиан отличился на службе в армии при Аврелиане во время походов на Дунай, Евфрат и Рейн, а затем в Британии. При императоре Пробе он продолжал делать успешную военную карьеру и в это время сдружился со своим земляком Диоклетианом. Возможно, Максимиан принимал участие в месопотамском походе императора Кара в 283 году и в провозглашении Диоклетиана императором 20 ноября 284 года неподалёку от Никомедии. Быстрое назначение Максимиана цезарем вскоре после вступления Диоклетиана на престол заставило историков Стивена Уильямса и Тимоти Барнса сделать предположение, что два военачальника заранее согласовали свои действия, и Максимиан, вероятно, поддерживал Диоклетиана во время кампании того против сына Кара Карина, но нет прямых доказательств, подтверждающих эту версию.

### Личные качества
Со своей огромной энергией, решимостью, агрессивным характером и преданностью Максимиан представлялся привлекательным кандидатом для императорского поста. Историк IV века Аврелий Виктор описывал Максимиана как «хорошего и умного воина». Несмотря на его положительные качества, Максимиан был необразованным и предпочитал размышлениям действие. Неизвестный по имени панегирист 289 года после сравнения его походов с победами Сципиона Африканского над Ганнибалом во время Второй Пунической войны предположил, что Максимиан никогда не слышал об этих событиях.
Христианский ритор Лактанций в своём труде «О смертях гонителей», направленном против языческих императоров, писал, что Максимиан был таким же злодеем, как и Диоклетиан, даже более алчным. Этот писатель заявляет, что у Максимиана была «страсть не только к совращению мужчин, … так ещё — к совращению дочерей лучших граждан», хотя Лактанций подрывает к себе доверие из-за своего враждебного отношения к язычникам. Псевдо-Аврелий Виктор сообщал о Максимиане, что тот «был необузданного нрава, пылал сластолюбием, был тупоумен». По рассказу Евтропия, Геркулий «был явно жесток и нелюбезного нрава». На монетах и скульптурах Максимиан изображался с очень пышной бородой в связи с тем, что он носил прозвище «Геркулий», в честь Геркулеса. Кроме того, император изображён на известной скульптуре из порфира.

### Семья

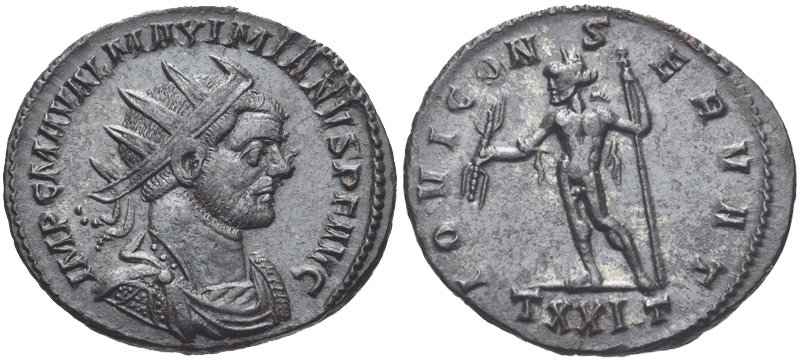
Антониниан с портретом Максимиана

В браке с сириянкой Евтропией у Максимиана родилось двое детей: Максенций и Флавия Максима Фауста. В античных источниках нет никаких сведений о датах их рождения. Современные оценки года рождения Максенция охватывают период 277—287 годов, а годом рождения Фаусты был условно принят 298 год. Тимоти Барнс относит дату рождения Максенция к 283 году, когда Максимиан находился в Сирии, а рождение Фаусты к 289 или 290 году. Флавия Максимиана Феодора, жена тетрарха Констанция I Хлора, в античных трудах называется падчерицей Максимиана. Из этих сообщений историки Отто Зеек и Эрнст Штайн делали вывод, что она родилась от первого брака Евтропии с префектом претория Афранием Ганнибалианом.
Однако Тимоти Барнс отвергает это предположение, говоря, что все упоминания о Феодоре как о падчерице Максимиана исходят из так называемой «Императорской истории Энмана», в то время как другие, более надёжные источники (например, Аноним Валезия, «Церковная история» Филосторгия) называют её дочерью Максимиана. Барнс делает вывод, что Феодора родилась не позднее 275 года от неизвестной жены Максимиана, которая, возможно, была дочерью Афрания Ганнибалиана.
Христианские апокрифы приписывают ему сына — популярного святого Никиту Бесогона.

## Назначение цезарем

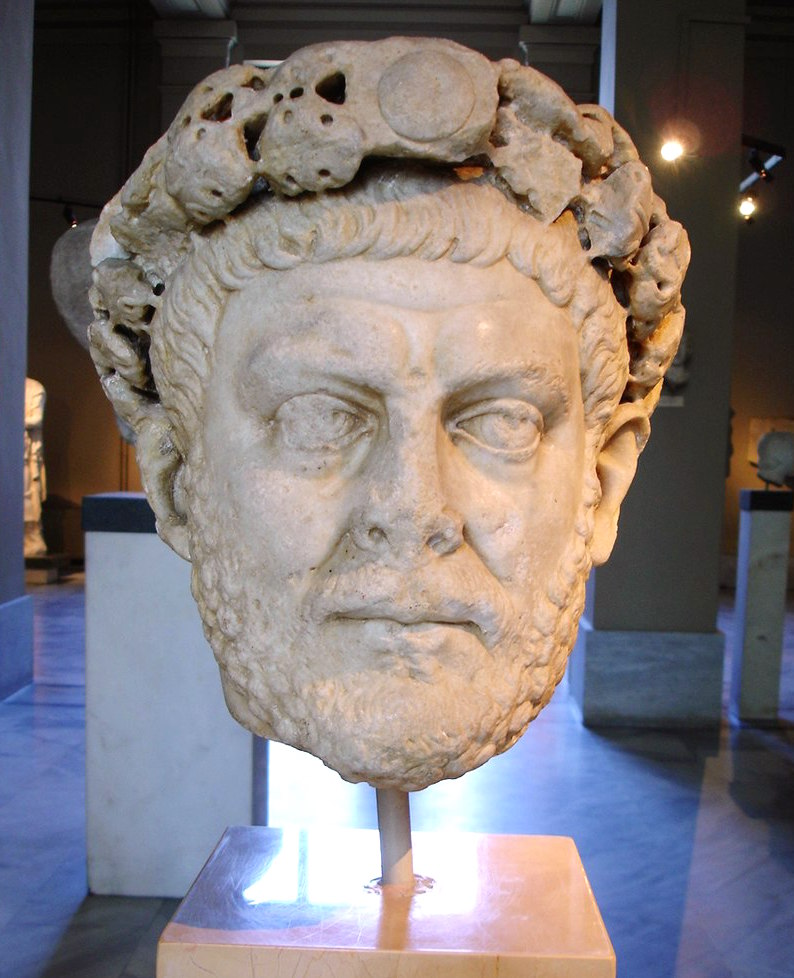
Соправитель Максимиана — Диоклетиан

Вскоре после своей победы над Карином Диоклетиан в Медиолане в 285 году провозглашает Максимиана своим соправителем с титулом цезаря. Есть несколько версий о дате объявления Максимиана цезарем: 21 июля, 25 июля или 1 апреля. Причины этого решения достаточно сложные. Во-первых, многочисленные конфликты раздирали практически каждую приграничную провинцию империи, как, например, Галлию, Сирию, Египет и низовья Дуная, и поэтому Диоклетиану был необходим человек, с которым он мог бы разделить часть имперских проблем. А во-вторых, по мнению историка Стивена Уильямса, Диоклетиан считал себя посредственным военачальником и нуждался в таком человеке, как Максимиан, чтобы возложить на него военные проблемы империи.
Кроме того, шаткость положения Диоклетиана заключалась в том, что у него не было сыновей, а только дочь, Галерия Валерия, которая не могла стать его преемницей. Он был вынужден поэтому искать себе соправителя вне своей семьи, и соправителем должен быть тот, кому он доверял. Историк Уильям Сестон утверждает, что после объявления цезарем Диоклетиан усыновил Максимиана, которого стали называть «filius Augusti» (рус. сын Августа). Некоторые исследователи соглашаются с этим мнением, но историк Франк Колб заявляет, что аргументы в пользу этого предположения основаны на неправильном прочтении папирусов. Как бы то ни было, Максимиан взял в качестве своего номена номен Диоклетиана — Валерий.
Наконец, Диоклетиан понимал, что единоличное правление достаточно опасно для него, тем более, в римской истории уже существовал прецедент одновременного правления двух императоров-соправителей. Кроме того, незадолго до того правившие единолично Аврелиан и Проб, несмотря на их военные успехи, были убиты своими же подчинёнными. В отличие от них, всего лишь несколькими годами ранее император Кар и его два сына правили совместно, хотя и непродолжительное время. Даже первый император Октавиан Август разделял бразды правления со своими внуками, а Марк Аврелий правил вместе с Луцием Вером.
Отношения между Диоклетианом и Максимианом были быстро сформулированы в религиозных формах. Около 287 года Диоклетиан принял прозвище Иовий (лат. Iovius), а Максимиан принял прозвище Геркулий (лат. Herculius). Это призвано было показать следующее: Диоклетиан будет брать на себя доминирующую роль в соправлении (Юпитер); Максимиан же будет действовать в качестве его подчинённого, выполняющего героическую роль в решении поставленных задач (Геркулес). Однако, несмотря на этот символизм, императоры не были богами в традициях императорского культа. Вместо этого они представлялись как инструменты богов, осуществляющие их волю на земле. После провозглашения Максимиана цезарем он был направлен на борьбу с багаудами в Галлию, а Диоклетиан вернулся на Восток.

### Ранние кампании в Галлии и Германии
Галльские багауды — достаточно малоизвестное повстанческое движение. Они упоминаются мельком в исторических источниках. К 285 году относится первое упоминание о них. Историк IV века Евтропий описывал их как восставших сельских жителей под руководством Аманда и Элиана, а Аврелий Виктор называл их просто разбойниками. Историк Дэвид С. Поттер предполагает, что багауды были не крестьянами, хотевшими восстановления независимости Галлии, и не бандитами, а дезертирами из римских легионов. Несмотря на плохое руководство и подготовку (что не соответствует профессиональным римским солдатам) багаудов, Диоклетиан считал их достаточной угрозой для власти императора в Галлии.
Максимиан отправился в Галлию в конце лета 285 года для борьбы с багаудами. Автор посвящённого императору панегирик 289 года, рассказывавший о кампании, пытался подчеркнуть, что Максимиан при подавлении восстания проявил снисходительность и милосердие, и поэтому он легко справился с задачей. Евтропий и Аврелий Виктор в целом согласны с панегиристом. Однако для подавления восстания Максимиану и Диоклетиану пришлось стянуть большую армию из Греции, с Востока и из Италии. Около середины сентября 285 года армия была соединена в Октодуруме у подножия Пеннинских Альп. В это время, по легенде, был перебит известный Фиваидский легион за приверженность христианству, но это событие, по всей видимости, было выдумано. Подавление восстания багаудов потребовало огромных усилий и многих жертв от императора. Максимиан, вступив в Галлию, начал массовые убийства всех подозреваемых в сочувствии восставшим. Но в открытый бой с армией багаудов император вступать не решался.
Лишь только возле Кусси в Бургони римляне встретились с повстанческим войском. Произошло крупное сражение, в результате которого багауды потерпели полное поражение и бежали в свою главную крепость на Марне. Максимиан долго не мог взять крепость, но после штурма расправа постигла всех багаудов, а крепость была полностью разрушена. Однако не все багауды были уничтожены. Война с римлянами превратилась для них в партизанскую борьбу.
Поскольку кампания велась против граждан империи, никаких победных титулов Максимиан не принял и триумф не праздновал. Действительно, панегирист Максимиана говорит: «Я упоминаю об этом бегло, ибо вижу, что сообразно с твоим благочестием забвение этой победы ты предпочитаешь славе от неё». К концу следующего года восстание было практически подавлено, и Максимиан с армией отправился на рейнскую границу.
Осенью 285 года две варварские армии, одна состоящая из бургундов и алеманнов, а другая из шебонов и герулов, переправились вброд через Рейн и вступили в Галлию. Первая армия вскоре быстро рассеялась из-за болезней и голода, в то время как Максимиан перехватил и разгромил вторую. Затем император основал штаб на Рейне в рамках подготовки к будущим кампаниям либо в Могонциаке (совр. Майнц), либо в Августе Треверорум (совр. Трир), либо в Колонии Агриппине (современный Кёльн). Историки Дэвид С. Поттер и Тимоти Барнс останавливаются на Августе Треверорум, а Стивен Уильямс на Могонциаке.

### Восстание Караузия

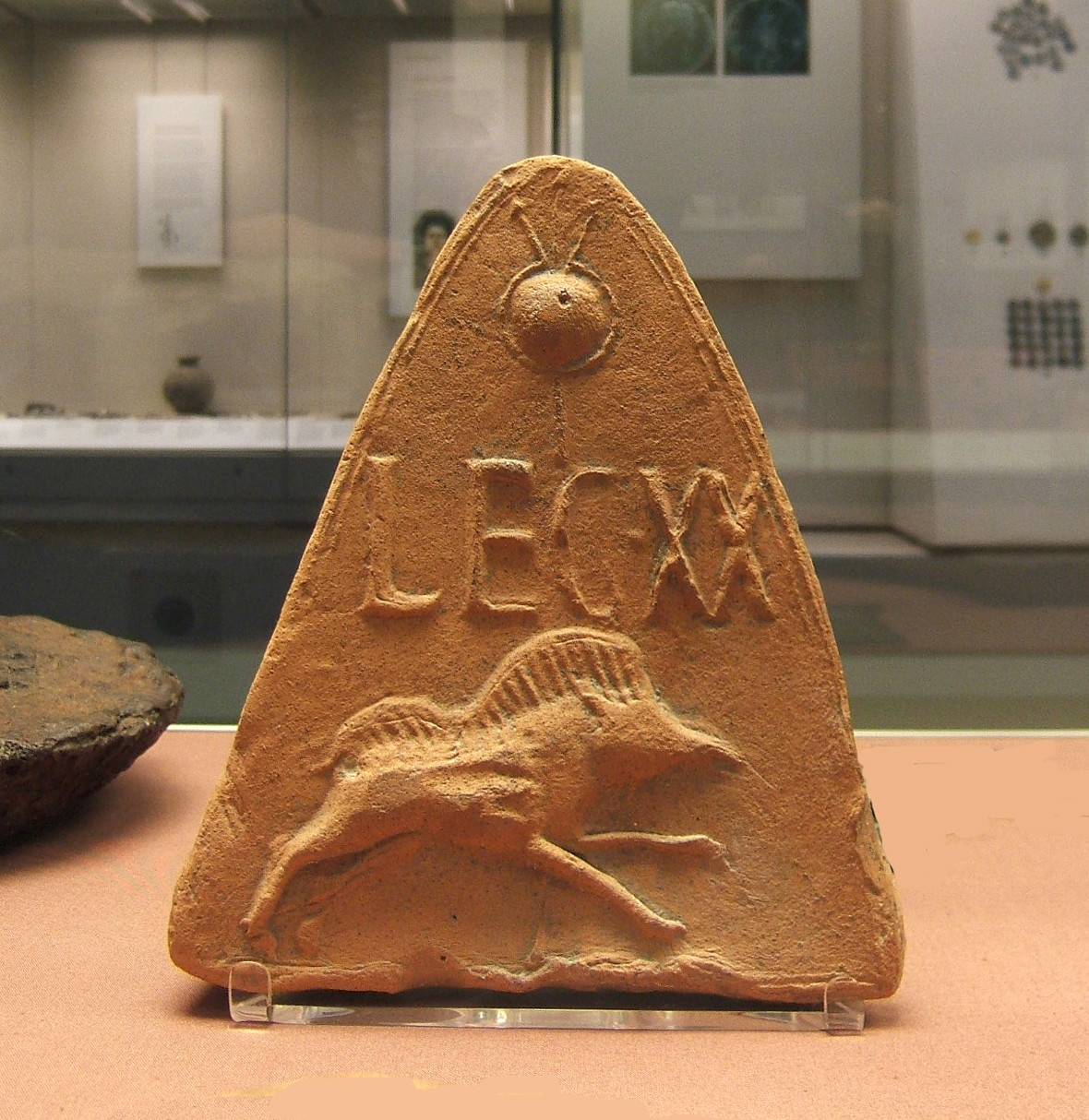
Антефикс XX Победоносного Валериева легиона, который принял участие в восстании Караузия

Хотя на большей части Галлии был установлен мир, провинции, граничащие с проливом Ла-Манш, по-прежнему страдали от набегов франкских и саксонских пиратов. Императоры Проб и Карин начали предприятия по созданию укреплений на Саксонском берегу, но римлянам предстояло ещё многое сделать для окончания этих работ. Например, нет никаких археологических свидетельств существования военно-морских баз в Дубрисе и Гезориаке в период 270—285 годов. В ответ на пиратские нападения Максимиан назначил Мавзея Караузия, происходившего из племени менапиев в Нижней Германии, командовать ла-маншским флотом для очистки морских пространств от пиратов. Караузий решил эту проблему путём проведения ряда успешных морских операций. К концу 285 года он захватил большое количество пиратских кораблей.
Однако вскоре Караузий лишился доверия Максимиана, потому что он не возвращал захваченную у пиратов добычу населению и не отдавал её в казну, а пиратов брал в плен и записывал их в свой флот. Поэтому император, опасаясь мятежа со стороны Караузия, приказал арестовать и казнить военачальника, но тот сумел бежать в Британию. Поддержка Караузия среди британского населения оказалась сильной, и, по крайней мере, два британских легиона (II Августов легион и XX Победоносный Валериев легион) перешли на его сторону, как и почти весь легион, стоявший у Гезориака (вероятно, XXX Победоносный Ульпиев легион). Караузий быстро устранил всех сторонников Максимиана в армии и провозгласил себя августом.
Максимиан располагал немногими средствами, чтобы подавить восстание. У него не было флота, так как он дал его Караузию, и к тому же он был занят войной с франками и герулами. Между тем Караузий укрепил свои позиции, увеличив флот, привлёк на свою сторону франкских наёмников и очень хорошо платил подчинённым солдатам. К осени 286 года Британия, большая часть северо-западной Галлии и всё побережье пролива Ла-Манш были под его контролем. Караузий объявил себя правителем независимого британского государства, Британской империи, и наладил выпуск монет значительно лучшего качества, чем у Максимиана и Диоклетиана, получив тем самым поддержку британских и галльских купцов. Даже войска Максимиана были подвержены влиянию богатств Караузия.

## Максимиан становится августом

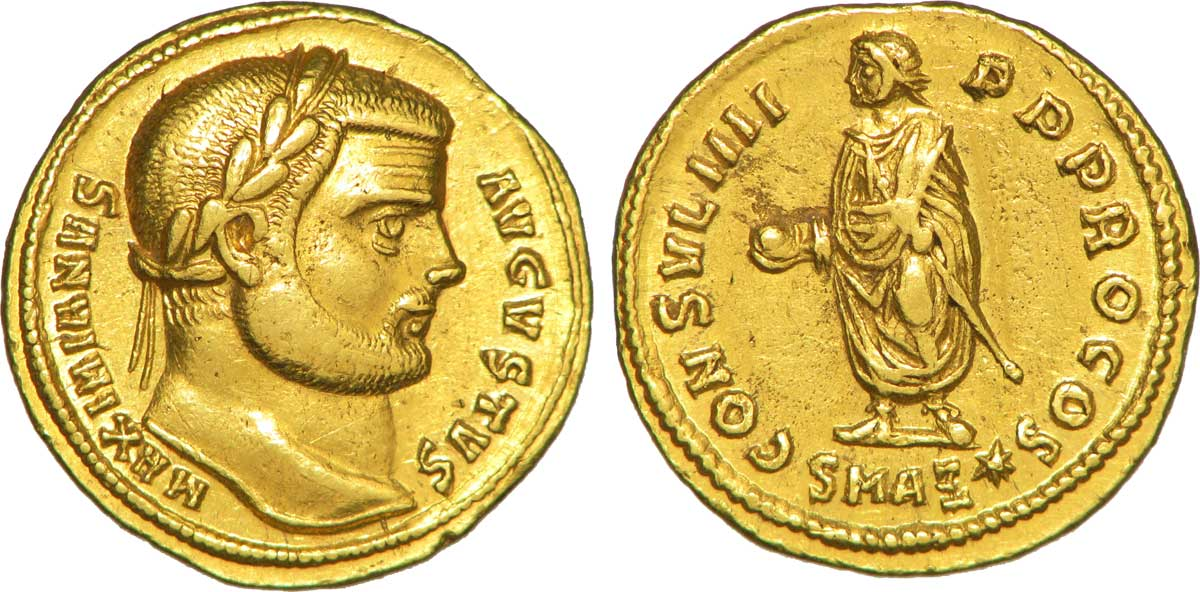
Монета императора Максимиана

Под влиянием восстания Караузия Максимиан 1 апреля 286 года принимает титул августа. Тем самым император получил такой же статус, как и Караузий; теперь была война между августами, а не между августом и цезарем. Кроме того, имперской пропагандой Максимиан был провозглашён братом Диоклетиана, равным ему в авторитете и влиянии. Вероятнее всего, Диоклетиан не мог присутствовать при назначении Максимиана (22 марта 286 года он находился около Византия), поэтому Зеек предполагал, что Максимиан некоторое время узурпировал титул августа и только потом был признан Диоклетианом, во избежание новой гражданской войны. Однако это предположение не встретило большой поддержки, и историк Уильям Лидбеттер недавно опроверг его. Несмотря на большое расстояние между ними, Диоклетиан достаточно сильно доверял Максимиану, чтобы наделить его полномочиями августа, а Максимиан все ещё проявлял уважение к Диоклетиану, чтобы действовать в соответствии с его желанием.
Теоретически Римская империя продолжала оставаться единой, хотя последствия разделения власти имели место: у каждого императора были собственные резиденция, чиновничий аппарат, армия. Императорская пропаганда в 287 году настаивала на едином и неделимом Риме, «patrimonium indivisum». Анонимный панегирист 289 года обращался к Максимиану со следующими словами: «Таким образом, эта великая империя для вас является общим владением, и мы не будем терпеть любых разногласий между вами, но вы управляйте государством в равной мере, как это делали два Гераклида, спартанские цари». Были выпущены монеты в честь обоих императоров и устроены праздники. Диоклетиан иногда издавал свои указы на территории провинции Максимиана Африки. Максимиан, предположительно, мог сделать то же самое на подвластной Диоклетиану территории.

## Кампании против прирейнских племен

### Кампании 286 и 287 годов
Максимиан понял, что он не может одновременно подавить восстание Караузия и вести войну на Рейне. Поэтому сначала император провёл кампанию против прирейнских племен. Эти племена, вероятно, представляли собой бо́льшую угрозу галльским провинциям, чем британский узурпатор, и в любом случае среди варваров было много сторонников Караузия. Несмотря на то, что у Максимиана было много врагов вдоль реки, они чаще находились во внутренних спорах друг с другом, чем в борьбе с империей. Точные даты кампаний Максимиана за Рейном неизвестны, но, скорее всего, они происходили в период с 285 по 288 годы. 10 февраля 286 года Максимиан находился в Медиолане, а 21 июня того же года в Могонциаке. Во время вступления в должность ординарного консула 1 января 287 года в Августе Тревиров или Колонии Агриппине Максимиан получил известие о нападении варваров. Поменяв тогу на боевые доспехи, император выступил против противника и, хотя тот не был полностью разбит, отпраздновал победу в Галлии в том же году.
Максимиан считал, что племена бургундов и алеманнов в районе Мозеля представляют наибольшую угрозу для римлян, поэтому он решил напасть на них в первую очередь. Он провёл кампанию, используя тактику выжженной земли, опустошая их земли и сокращая численность врага посредством голода и болезней. После бургундов и алеманнов Максимиан выступил против более слабых герулов и шебонов. Вскоре варвары оказались в трудном положении, и император нанёс им поражение в одной битве. Максимиан лично участвовал в сражении, проезжая на лошади вдоль линии фронта, пока войска противников не обратились в бегство. Римская армия преследовала отступающих варваров и многих уничтожила. Пока его враги были ослаблены поражением и голодом, Максимиан начал крупное вторжение через Рейн. Он продвинулся вглубь германской территории, принося разрушения на родину своих противников, демонстрируя тем самым превосходство римского оружия. К концу зимы 287 года он освободил рейнскую землю от германских племён. Панегирист Максимиана объявил: «Всё, что я вижу за Рейном, — римское».

### Война с алеманнами

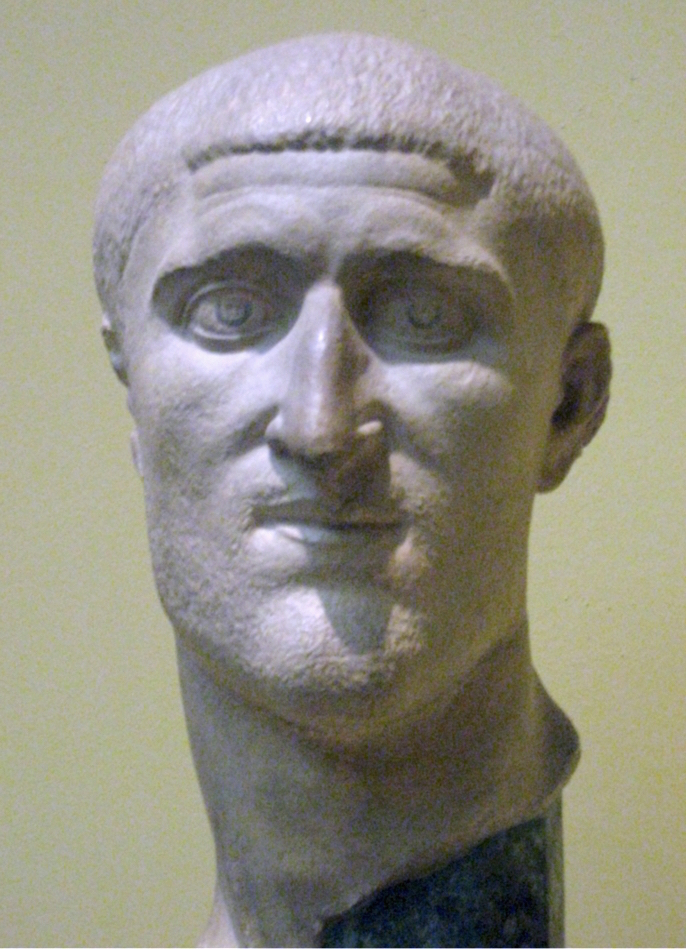
Констанций Хлор, префект претория Максимиана и его будущий соправитель

Весной следующего года, когда Максимиан делал приготовления для будущей борьбы с Караузием, Диоклетиан вернулся с Востока. Императоры встретились в этом году, но ни дата, ни место встречи неизвестны. Возможно, они договорились о совместной кампании против алеманнов и военно-морской экспедиции против Караузия.
Позднее в этом году Максимиан неожиданно вторгся на Декуматские поля — область между Верхним Рейном и Верхним Дунаем — и прошёл глубоко внутрь территории алеманнов, в то время как Диоклетиан вторгся в Германию через Рецию. Оба императора сожгли посевы и все запасы продовольствия, тем самым лишив алеманнов средств к существованию. Они присоединили некоторые территории к империи, что позволило Максимиану увеличить свои силы и предотвратить дальнейшие нападения. В послевоенный период города, расположенные вдоль Рейна, были восстановлены, созданы плацдармы на восточном берегу в таких местах, как Могонциак и Колония Агриппина, и укреплена граница путём постройки крепостей, дорог и укреплённых городов. Военная дорога, проходившая через Торнакум, Бавакум, Атуатуку Тунгрорум, Моса Тражектум и Колонию Агриппину, соединила важные опорные пункты вдоль границы.

### Констанций, Геннобавд и переселение
В начале 288 года Максимиан поручил префекту претория и мужу своей дочери Феодоры Флавию Констанцию вести кампанию против союзников Караузия из племени франков. Эти франки жили около рейнского устья, мешая нападению римлян на британского узурпатора через море. Констанций двинулся на север через их территорию, нанося всюду большой ущерб, и достиг Северного моря. Франки запросили мира, и Максимиан принял решение восстановить свергнутого франкского вождя Геннобавда на престоле. Геннобавд стал вассалом императора и с мелкими, лояльными ему франкскими вождями гарантировал римское господство в этом регионе.
Затем Максимиан привёл к повиновению фризов, салических франков, хамавов и другие племена, обитавшие вдоль римской границы между реками Рейн и Вал от Новиомага к Трайектуму или неподалёку от Августу Треверорум. Этим народам разрешили селиться на римской территории только при условии, что они признают римское владычество. Их присутствие предоставило римлянам большое количество рабочей силы, предотвращало объединение других франкских племён, а также выполняло роль буферной зоны вдоль района северного Рейна и уменьшило его потребности в крупном гарнизоне.

## Поздние кампании в Британии и Галлии

### Неудачный поход на Караузия

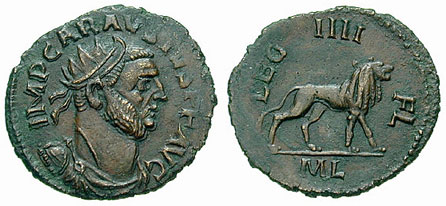
Антониниан с портретом Караузия

К 289 году Максимиан подготовился к вторжению в Британию, но по некоторым причинам ему это не удалось сделать. Панегирист Максимиана в 289 году с оптимизмом смотрит на перспективы будущей кампании, однако панегирист 291 года ничего о ней не упоминает. Панегирист Констанция предположил, что флот Максимиана был уничтожен во время шторма. Скорее всего, он выдумал эти обстоятельства гибели флота, чтобы скрыть истинное поражение. Вскоре после этого Диоклетиан прекратил путешествие по восточным провинциям, возможно, узнав о поражении Максимиана. Он в спешке возвращается на запад, достигнув Эмесы 10 мая 290 года, а затем паннонского города Сирмия на Дунае до 1 июля того же года.
Диоклетиан встретился с Максимианом в Медиолане либо в конце декабря 290 года, либо в январе 291 года. Очень много народа собралось там для того, чтобы посмотреть, как императоры вступают в город и как много времени они посвятили общественным зрелищам. Поттер среди прочих предположил, что мероприятия были организованы для демонстрации неизменной поддержки Диоклетиана его коллегой. Правители втайне обсуждали вопросы политики и войны . Кроме того, есть вероятность, что на этой встрече был впервые поднят вопрос тетрархии. Тем временем, делегация от римского сената встретилась с правителями и возобновила с ними бывшие до этого редкими сношения. Со времён медиоланского съезда Диоклетиан и Максимиан не встречались до 303 года.
После отказа от вторжения в Британию в 289 году Максимиан установил шаткое перемирие с Караузием. Максимиан терпел правление Караузия в Британии и на континенте, но отказался предоставить сепаратистскому государству формальную законность. Со своей стороны, британский узурпатор был доволен предоставленной ему территорией за пределами континентальной Галлии. Однако Диоклетиан не мог долго мириться с этим оскорблением его авторитета. Столкнувшись с восстанием Караузия и некоторыми проблемами на египетской, сирийской и дунайской границах, он понял, что двух императоров было недостаточно для полноценного управления империей. 1 марта 293 года в Медиолане Максимиан назначил префекта претория Констанция своим Цезарем. В тот же самый день или на месяц позже Диоклетиан возвысил военачальника Галерия до такого же титула, создав тем самым тетрархию, или правление четырёх. Констанцию дали понять, что он должен преуспеть там, где Максимиан потерпел поражение, и победить Караузия.

### Кампания против Аллекта

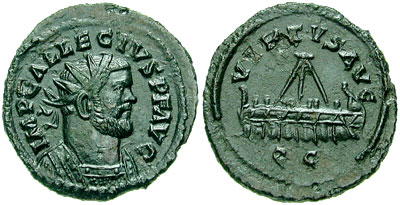
Квинарий преемника Караузия Аллекта

Констанций оправдал возлагаемые на него надежды быстро и эффективно и в 293 году изгнал солдат Караузия из Северной Галлии. В том же году Караузий был убит в результате заговора, и его место занял казначей Аллект. Затем Констанций прошёл по побережью до устья Рейна и Шельды, где он одержал победу над франкскими союзниками Караузия, приняв титул «Германский Величайший». Следующие три года Констанций был занят строительством флота для вторжения в Британию.
Максимиан, все ещё находившийся в Италии после назначения Констанция Цезарем, был проинформирован о планах вторжения и летом 296 года вернулся в Галлию. Там он сторожил рейнскую границу от франкских союзников Аллекта, в то время как Констанций начал своё вторжение в Британию. Аллект был убит на севере Гемпшира или Беркшира во время сражения с префектом претория Констанция Юлием Асклепиодотом. Сам император высадился с армией возле Дубриса и вскоре достиг Лондиниума, жители которого приветствовали его как освободителя.

## Походы в Северной Африке
После победоносного возвращения Констанция Максимиан был в состоянии сосредоточиться на конфликте в Мавретании. Поскольку римская власть в этом регионе была ослаблена в период кризиса III века, кочевые берберские племена постоянно тревожили африканские города. В 289 году наместник Мавретании Цезарейской получил временную передышку, одержав победу с небольшой армией над бавариями и квинквегентанами, но налётчики вскоре продолжили свои нападения. В 296 году Максимиан, собрав армию из преторианских когорт, аквилейских, египетских, дунайских легионов, а также галльских и германских вспомогательных отрядов и фракийских новобранцев, начал движение через Испанию осенью того же года. Возможно, император защитил этот регион от набегов мавров и до пересечения Гибралтарского пролива для высадки в Мавретанию Тингитанскую. Кроме того, он, возможно, участвовал в боях с доходившими до Испании франкскими пиратами.
В марте 297 года Максимиан начал кровопролитное наступление против берберов. Кампания сильно затянулась, и император увёл армию на зимовку в Карфаген, прежде чем продолжил поход в 298 году. Не довольствуясь тем, чтобы отогнать их обратно в Атласские горы, откуда они могли бы продолжать войну, Максимиан отважился продвинуться вглубь берберской территории. Местность была неблагоприятной, к тому же берберы начали партизанскую войну против римлян, но Максимиан двигался дальше. Очевидно, желая нанести как можно больше ущерба берберам, он опустошал их земли, перебил много населения и затем отступил в сторону Сахары. Его кампания завершилась весной 298 года, и 10 марта Максимиан совершил триумфальный въезд в Карфаген. Сохранились благодарственные надписи в честь Максимиана, где он назван «redditor Lucis aeternae» (рус. реставратор Вечного света). Во время своего пребывания в Африке император укрепил границу на всём протяжении от Мавретании до Ливии. Максимиан вернулся в Италию весной 299 года, чтобы отпраздновать очередной свой триумф в Риме. После этого император начал строительство очень роскошных бань на манер терм Каракаллы к северу от Виминальского холма, которое было завершено спустя семь лет. Эти бани получили название терм Диоклетиана, в честь которого они были построены. В Медиолане, ставшем его столицей, Максимиан, по упоминанию поэта Магна Авсония, построил театр, цирк, дворец, храмы, бани и монетный двор. Однако от этих построек ничего не осталось, так как в Средневековье город был отстроен заново.

## Гонения на христиан

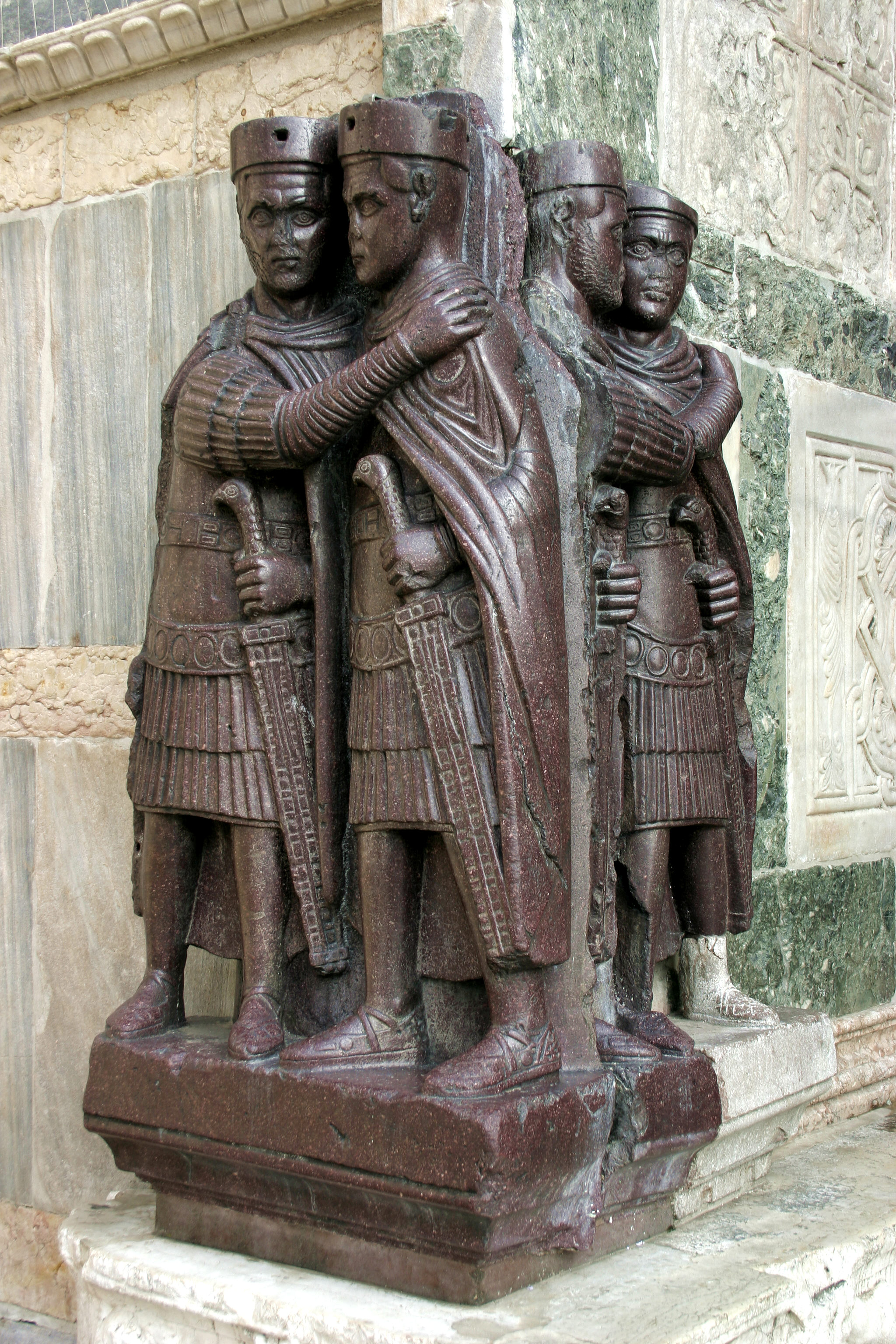
Четыре тетрарха

Кроме того, Максимиан принимал активное участие в Великом гонении на христиан, которое началось по приказу Диоклетиана в 303 году. За отказ от участия в жертвоприношениях император грозил смертной казнью. Особенно строго Максимиан соблюдал указ в Африке. Политическая элита Африки настойчиво выполняла указ, особенно в Нумидии, где христиане оказывали особое сопротивление. В Африке были мученики ещё до Великого гонения. В 298 году Максимилиан, солдат из Тебессы, был осуждён за отказ следовать воинской дисциплине. Другой солдат, Маркелл Танжерский, в том же году был казнён за отказ участвовать в языческом жертвоприношении. Проконсул Африки Гай Анний Ануллин в дополнение к указу решил, что государство должно заставлять христиан приносить жертву языческим богам. Преследование христиан способствовало распространению донатизма. В Риме было конфисковано всё имущество христиан. О гонениях за пределами Рима известно мало. «Acta Eulpi» сообщает о мученичестве Евпла в городе Катания на Сицилии; Евпл был арестован за проповедование Евангелия 29 апреля 304 года и казнён 12 августа 304 года.

## Отказ от престола
После окончания мавретанской кампании Максимиан вернулся на север Италии, где проводил всё своё время во дворцах в Медиолане и Аквилее, оставив своему Цезарю Констанцию управлять всеми военными делами. Максимиан был более агрессивным в своих отношениях с сенатом, чем Констанций, а Лактанций утверждает, что он терроризировал сенаторов вплоть до ложных обвинений и последующих конфискаций имущества, подвергся такому наказанию в том числе и префект Рима в 301/2 году. С другой стороны, Констанций поддерживал хорошие отношения с сенаторской аристократией и проводил время в активной обороне империи. Он совершал походы против франков в 300 или 301 и 302 годах, в то время как Максимиан отдыхал в Италии. Кроме того, Констанций продолжал вести войну против германских племён на Верхнем Рейне.
Максимиан был оторван от отдыха в 303 году для празднования виценаллий — двадцатилетней годовщины правления вместе с Диоклетианом. Некоторые данные свидетельствуют о том, что Диоклетиан потребовал от Максимиана обещания уйти в отставку вместе, передавая титулы Августов своим Цезарям Констанцию и Галерию. Предположительно, сын Максимиана Максенций и сын Констанция Константин, которые держались в качестве заложников в Никомедии, должны были стать новыми Цезарями. Однако Максимиан, возможно, не пожелал уйти в отставку, но Диоклетиан по-прежнему держал ситуацию под контролем и не оказывал никакого сопротивления. До ухода в отставку Максимиан был судьёй на Секулярных играх в 304 году.
1 мая 305 года во время отдельных церемоний, проводимых в Медиолане и Никомедии, Диоклетиан и Максимиан одновременно отказались от престола. В честь этого была выпущена серия монет с надписями «Наисчастливейшие старшие императоры» (лат. Felicissimo Seniori Augusto). Те, кто стали наследниками, не устраивали Максимиана. Из-за влияния Галерия Флавий Север и Максимин Даза были назначены Цезарями в обход Максенция. Оба назначенных Цезаря имели длительную военную карьеру и были близки к Галерию. Максимин Даза был его племянником, а Север бывшим товарищем по персидской войне. Максимиан вскоре изменил своё отношение к новой тетрархии, видя, что Диоклетиан по отношению к нему всё равно занимает доминирующее положение. Хотя бывший император проводил церемонию по провозглашению Севера Цезарем, он был достаточно недоволен для того, чтобы поддержать будущее восстание сына против нового режима. Диоклетиан удалился в большой дворец, который он построил у себя на родине в Далмации неподалёку от Салоны. Максимиан же отправился на свою виллу в Кампании или Лукании, где он жил в роскоши и спокойствии. Несмотря на отдалённость от политических центров империи, Диоклетиан и Максимиан продолжали оставаться в постоянных отношениях.

## Восстание Максенция

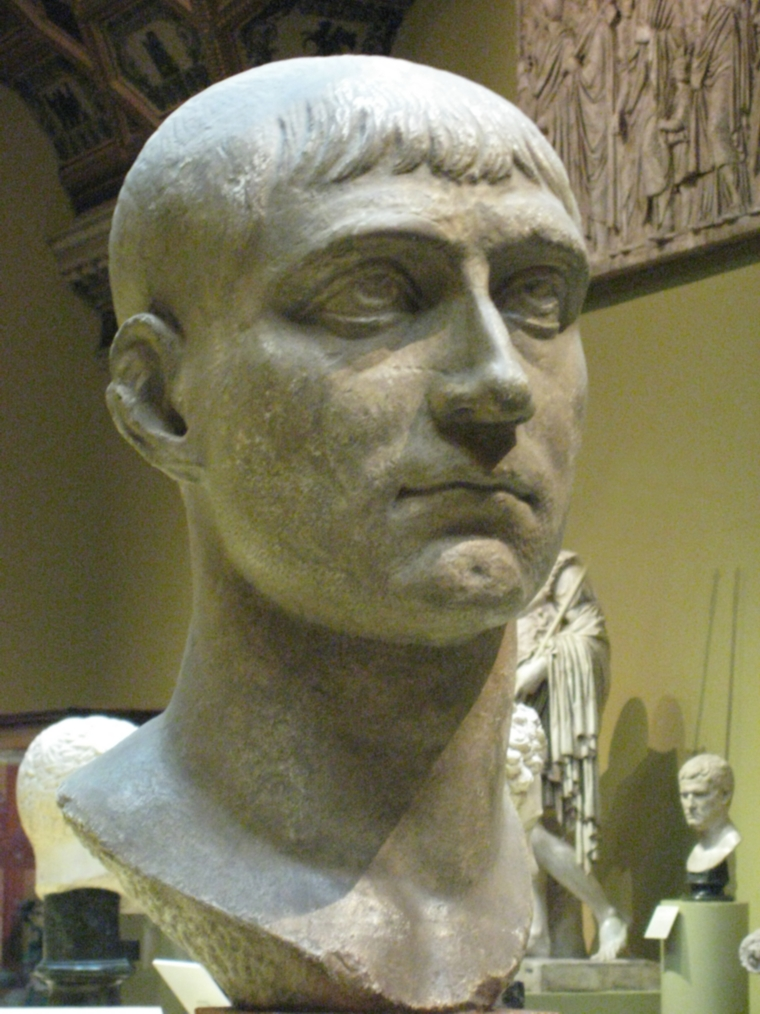
Бюст Максенция

После смерти Констанция I 25 июля 306 года его сын Константин был провозглашён армией Августом. Это вызвало недовольство у Галерия, который предложил Константину титул Цезаря, и тот согласился. Титул Августа перешёл к Флавию Северу. Максенций негодовал по поводу возвышения Константина, и 28 октября того же года он убедил преторианские когорты в Риме провозгласить его Августом. Чтобы придать своему режиму легитимность, Максенций отослал императорские знаки отличия отцу, предлагая ему теоретически равные права, но на самом деле меньшую власть. Максимиан согласился и, по утверждению Евтропия, «убеждал в своих письмах Диоклетиана принять обратно оставленную власть, но тот только посмеялся над этим».
Галерий отказался признать Максенция и послал Севера с войском на Рим, чтобы его свергнуть. Так как многие солдаты из армии Севера служили ещё при Максимиане, а Максенций давал многочисленные взятки, то она перешла на его сторону. Север бежал в Равенну, которую Максимиан подверг осаде. Город был сильно укреплён, и поэтому Максимиан пообещал Северу в обмен на сдачу сохранить жизнь. Север согласился. Его как пленника привезли в Рим и, проведя по городским улицам, заточили в тюрьму неподалёку от столицы. Осенью 307 года Галерий во главе большой армии выступил в поход против Максенция, но ему не удалось взять Рим, и он отступил на Восток через Северную Италию.
В то время пока Максенций занимался обороной Рима от Галерия, Максимиан отправился в Галлию для ведения переговоров с Константином. Было достигнуто соглашение, по которому Константин женился на младшей дочери Максимиана Фаусте и возводился в ранг Августа при сепаратистском режиме Максенция. В свою очередь, Константин обязывался подтвердить старый союз между семьями Максимиана и Констанция, поддержать восстание Максенция в Италии и пообещал оставаться нейтральным в войне с Галерием. Договор был заключён и отмечен двойной церемонией в Трире в конце лета 307 года, на которой Константин женился на Фаусте и был объявлен Августом Максимиана. В честь Фаусты были выпущены монеты, где она была названа «благороднейшей женщиной» (лат. nobilissima femina).
Максимиан возвратился в Рим зимой 307—308 года. Однако вскоре он поссорился с сыном из-за того, что тому подчинялись больше, чем ему, и весной 308 года оспорил его право на власть перед римскими солдатами и народом:
«Он [Максимиан] созвал народ и солдат, якобы для того, чтобы держать совет о бедствиях, нависших над государством. Подробно поговорив об этом, он показал рукой на сына, утверждая, что это он является зачинщиком бед и виновником несчастий, которые терпит государство, и сорвал с его плеч порфиру. Тот, лишившись её, стремглав бросился с трибунала и был подхвачен воинами».
Он ожидал, что солдаты его поддержат, но они встали на сторону Максенция, и поэтому Максимиан и был вынужден покинуть Италию с позором. 11 ноября 308 года, озабоченный политической нестабильностью, царившей в империи, Галерий собирает всех тетрархов, вызвав Диоклетиана из Салоны и Максимиана, на общий съезд в придунайском городе Карнунт. Результатом этого съезда явились следующие положения: 1) Максимиан должен был, по примеру Диоклетиана, снова уйти из политики; 2) Максенций объявлялся узурпатором; 3) Константин терял свой титул Августа Запада и уступал его ставленнику Галерия Лицинию, становясь Цезарем последнего. В начале 309 года Максимиан вернулся ко двору Константина в Галлии, единственного императора, который его по-прежнему принял бы у себя. После того, как Константин и Максимин II Даза отказались удовлетвориться дарованными им почётными титулами «сыновей Августа» (лат. filii Augustorum), они были провозглашены в начале 310 года Августами, в результате чего империей правило теперь сразу четыре Августа.

## Восстание против Константина и смерть

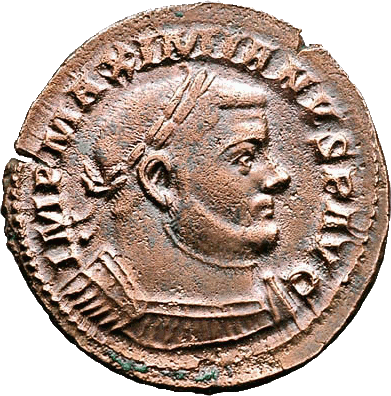
Портрет Максимиана на монете

Хотя Максимиана уважали как бывшего императора, он по-прежнему хотел добиться абсолютной власти. Он решил отобрать власть у Константина, когда тот меньше всего ожидал этого. Эта возможность появилась летом, когда в 310 году франки напали на территорию Верхнего Рейна. Константин отправился в поход на варваров с небольшой частью своих войск, в то время как Максимиан был направлен в Арелат с другой частью, чтобы предупредить возможное нападение Максенция на Южную Галлию. В Арелате Максимиан объявил, что Константин скончался, и провозгласил себя императором. Несмотря на то, что за поддержку он заплатил большую сумму денег, большинство из легионеров Константина остались верны тому, и Максимиан был вынужден бежать. Константин узнал о мятеже во время марша на Верхний Рейн, затем он отказался от своей кампании против франков и быстро отправился на юг Галлии, где он столкнулся с бежавшим в Массилию Максимианом. У Максимиана не было времени приготовиться. Большинство солдат тотчас его покинуло. Когда Константин подошёл к Массилии, жители открыли задние ворота и выдали ему Максимиана. Константин упрекнул его за преступления и лишил титула императора, но пощадил. Однако Максимиан не успокоился и, по сообщению Лактанция, решил вновь свергнуть Константина:
«Он зовёт свою дочь Фаусту и подстрекает её, то мольбами, то ласками, к измене мужу, обещая ей другого, более достойного. Он требует, чтобы она оставила опочивальню открытой и допустила к охране самых беспечных. Та обещает, что сделает это, а (сама) докладывает (обо всём) мужу. Была устроена комедия с целью выявления преступления. Привели некоего презренного евнуха, который должен был погибнуть вместо императора. Глубокой ночью Максимиан поднимается и видит, что всё благоприятствует злодеянию. Было несколько стражников, они оставались там и далее; однако он сказал им, что видел сон, который хотел бы рассказать сыну. Проникнув внутрь с оружием в руках и изрубив скопца, он выскочил, похваляясь, и объявил о том, что совершил. Неожиданно с другой стороны появляется Константин с массой вооружённых людей, а из опочивальни выносят мёртвое тело».
Максимиана обвинили в покушении на жизнь императора и предоставили выбрать самому смерть. Максимиан предпочёл повеситься, что и произошло в июле 310 года. Несмотря на имевший место разрыв в отношениях, после самоубийства Максимиана Максенций предстал как преданный своему отцу сын. Он чеканил монеты с изображением обожествлённого отца и объявил о своём желании отомстить за его смерть. Первоначально Константин представил самоубийство Максимиана как несчастный случай. Позже он поменял эту версию на ту, которая изложена у Лактанция. Кроме того, Константин предал Максимиана проклятию памяти, уничтожив все надписи, относящиеся к нему, и все изображения.
Вскоре Константин одержал победу над Максенцием в битве у Мульвийского моста 28 октября 312 года. Максенций погиб, и Италия попала под власть Константина. Жена Максимиана Евтропия поклялась под присягой, что Максенций не был сыном Максимиана, и память Максимиана была восстановлена. Его обожествление Максенцием было объявлено незаконным, и в 317 году Максимиан был вновь обожествлён. Он начал появляться на монетах Константина 318 года с эпитетом «Божественный» (лат. Divus) вместе с обожествлёнными Констанцием и Клавдием II Готским. Все три императора были провозглашены предками Константина. Кроме того, они удостоились звания «лучших из императоров». Через своих дочерей Фаусту и Феодору Максимиан был дедом или прадедом каждого императора, правившего с 337 по 363 год.

## Итоги правления
Несмотря на некоторые поражения, Максимиан, видимо, был очень опытным и способным военачальником. В противном случае Диоклетиан не избирал бы его своим соправителем. Его сотрудничество с Диоклетианом было практически безупречным. Диоклетиан был теоретиком, а Максимиан практиком. Отречение было одним из проявлений добросовестности союза с Диоклетианом.
Однако Максимиан был очень грубым, жестоким, свирепым и нетерпеливым человеком, с ним практически невозможно было поладить. Портреты императора на монетах, где он изображён облачённым в головной убор своего божественного покровителя, Геркулеса, передают его неукротимый и тяжёлый характер. Дополнением к этому было яростное желание во что бы то ни стало вернуться снова к власти, от которой его заставили отречься, а также наглая коварность, на которую он всегда шёл для того, чтобы достигнуть поставленной цели. Об этом свидетельствует и его твёрдая готовность предать своего родного сына Максенция, и зятя Константина. Однако Максенций не затаил зла и отчеканил серию монет, посвящённую вечной памяти отца (лат. AETERNAE MEMORIAE), и даже обожествил его.